# Agapanthoideae
Los agapantos (Agapanthoideae) son una subfamilia de plantas monocotiledóneas pertenecientes a la familia de las amarilidáceas, dentro del orden Asparagales, y que no incluye más que un solo género, Agapanthus L'Hér. Son plantas herbáceas, rizomatosas, bastante robustas, nativas de Sudáfrica, que pueden ser fácilmente reconocidas por sus hojas acintadas, planas y bastante carnosas; por su inflorescencia en umbela en la extremidad de un largo escapo y por sus flores generalmente grandes con ovario súpero.
En las clasificaciones tradicionales de las angiospermas, Agapanthus se disponía dentro de una amplia circunscripción de las liliáceas y actualmente algunos botánicos continúan tratándolo de ese modo. No obstante, los análisis filogenéticos basados en el ADN y varios caracteres morfológicos indican que esta familia está separada no solo de la circunscripción actual de las liliáceas, sino también de otras dos familias estrechamente relacionadas: las aliáceas y las amarilidáceas. Por esa razón, fue reconocida por sistemas de clasificación modernos, tales como el sistema de clasificación APG II del 2003,  como una familia separada o como una subfamilia dentro de Alliaceae sensu lato. En la publicación de 2009, el sistema APG III reconfirmó el criterio de considerar las agapantáceas como una subfamilia, Agapanthoideae, dentro de la familia de las amarilidáceas.

## Etimología y nombres comunes
El nombre Agapanthus procede de las palabras griegas agape, amor y anthos, flor y, por ende, significa "flor del amor". En países de habla inglesa se la conoce como "African Lily" o "Blue Lily", en afrikáans es "bloulelie" o "agapant", en xhosa se la llama "isicakathi" y en zulú, "ubani". En español recibe varios nombres, tales como "lirio africano", "flor del amor", "tuberosa azul", si bien el más popular es "agapanto". En Costa Rica se denomina "agapanto" a la especie ornamental Agapanthus africanus.

## Descripción
Son plantas herbáceas, perennes, provistas de cortos rizomas y con hojas arrosetadas, linear-oblongas, planas.
Las flores son actinomorfas y hermafroditas, grandes, azules o blancas. El perigonio es infundibuliforme, compuesto por 6 tépalos soldados. El androceo está compuesto por 6 estambres inclusos con filamentos filiformes y anteras oblongas. El ovario es súpero, trilocular, con los lóculos pluriovulados.
El fruto es una cápsula. Las flores se hallan dispuestas en inflorescencias que son umbelas, ubicadas en la extremidad de un escapo áfilo, más largo que las hojas. Las inflorescencias se hallan protegidas por brácteas unidas entre sí a lo largo de uno de sus lados.
El número cromosómico básico es x= 15, no obstante se han informado también x= 14 y x=16. Los cromosomas tienen una longitud de 4 a 9 µm.

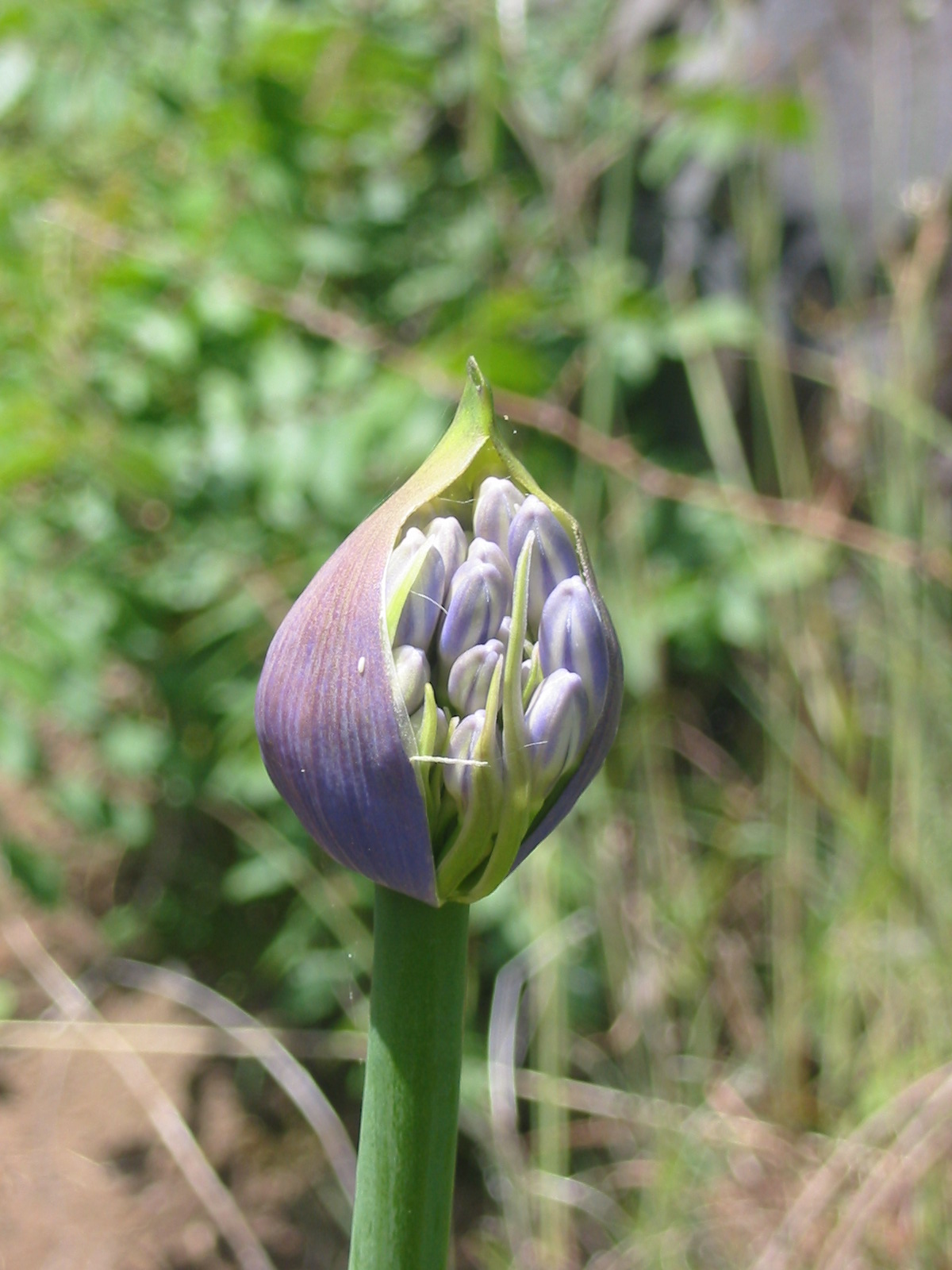
Inflorescencia protegida por espata.

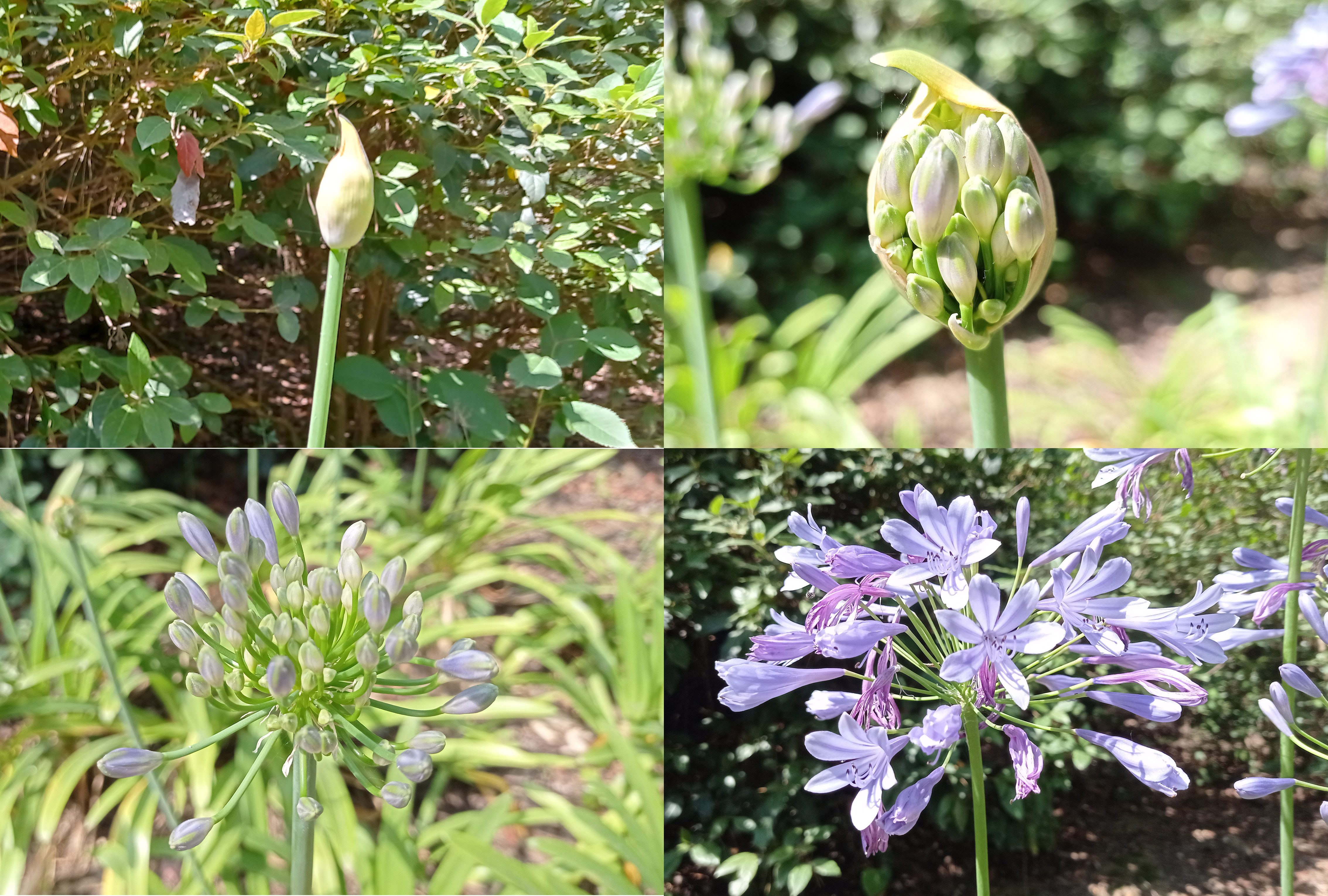
Inflorescencia.

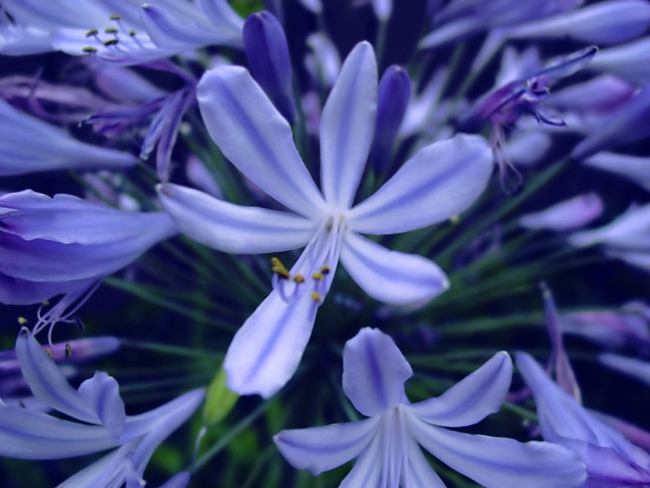
Agapanthus, detalle de una flor.

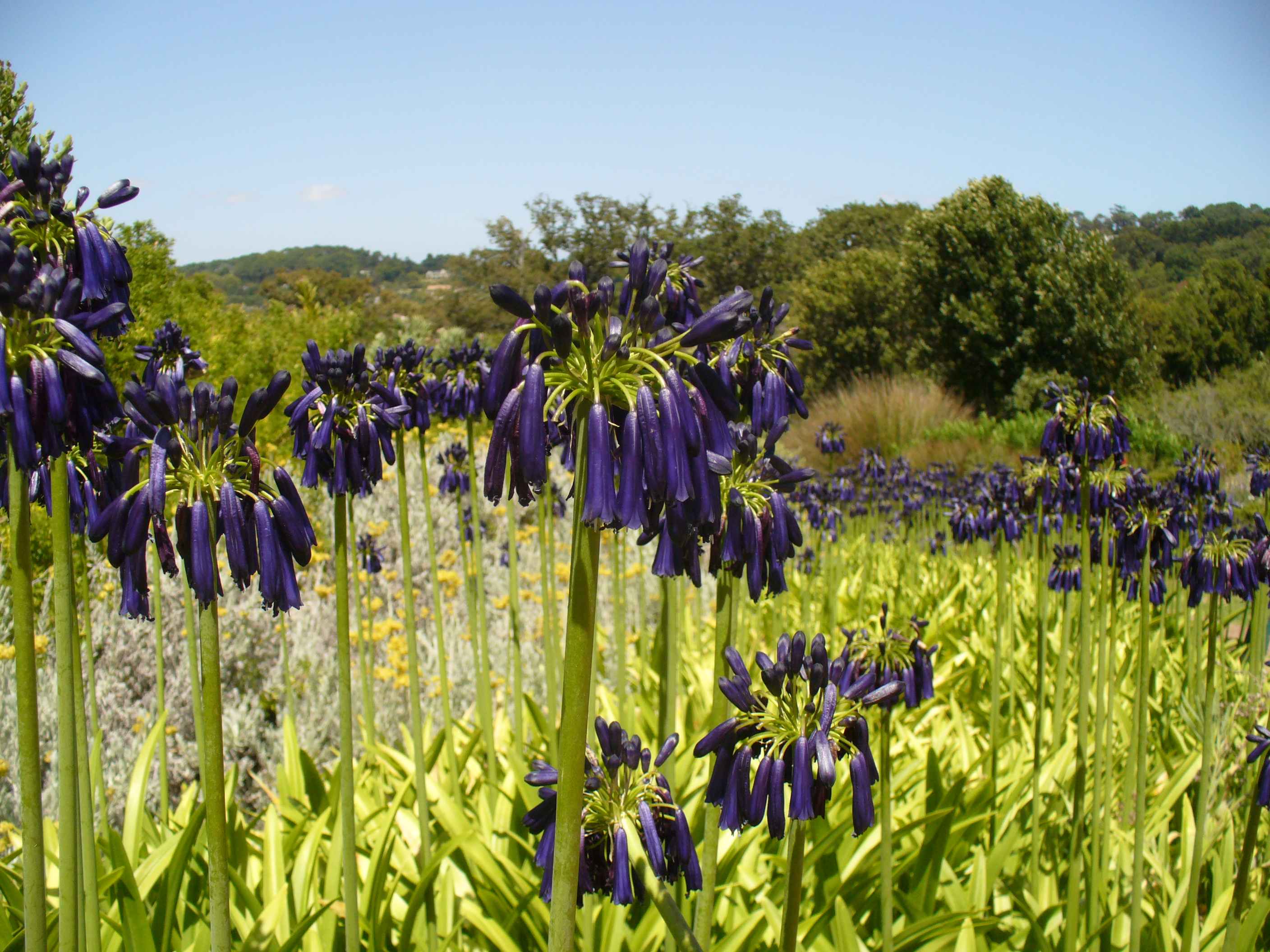
Agapanthus inapertus, inflorescencias.

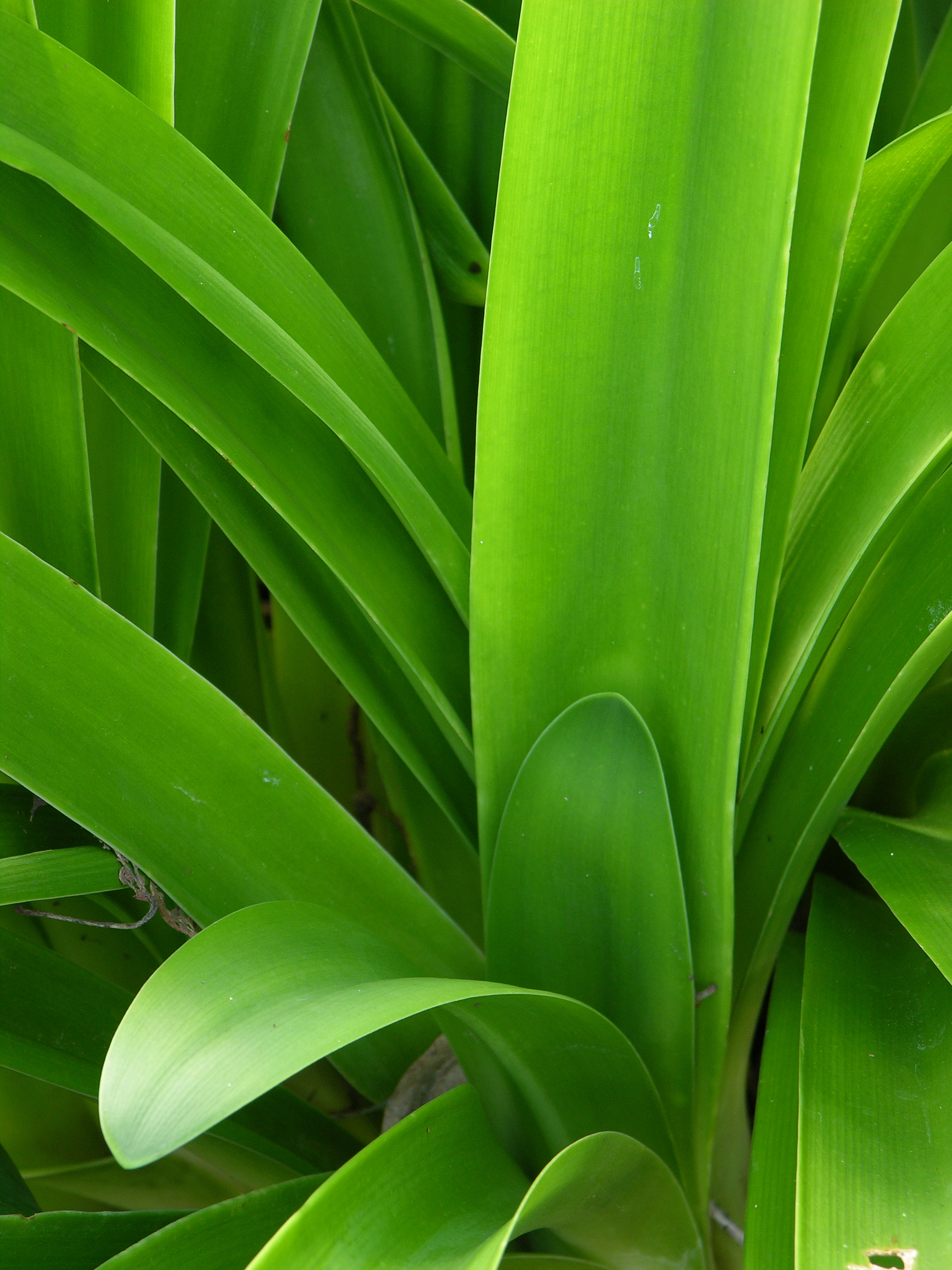
Hojas de Agapanthus.

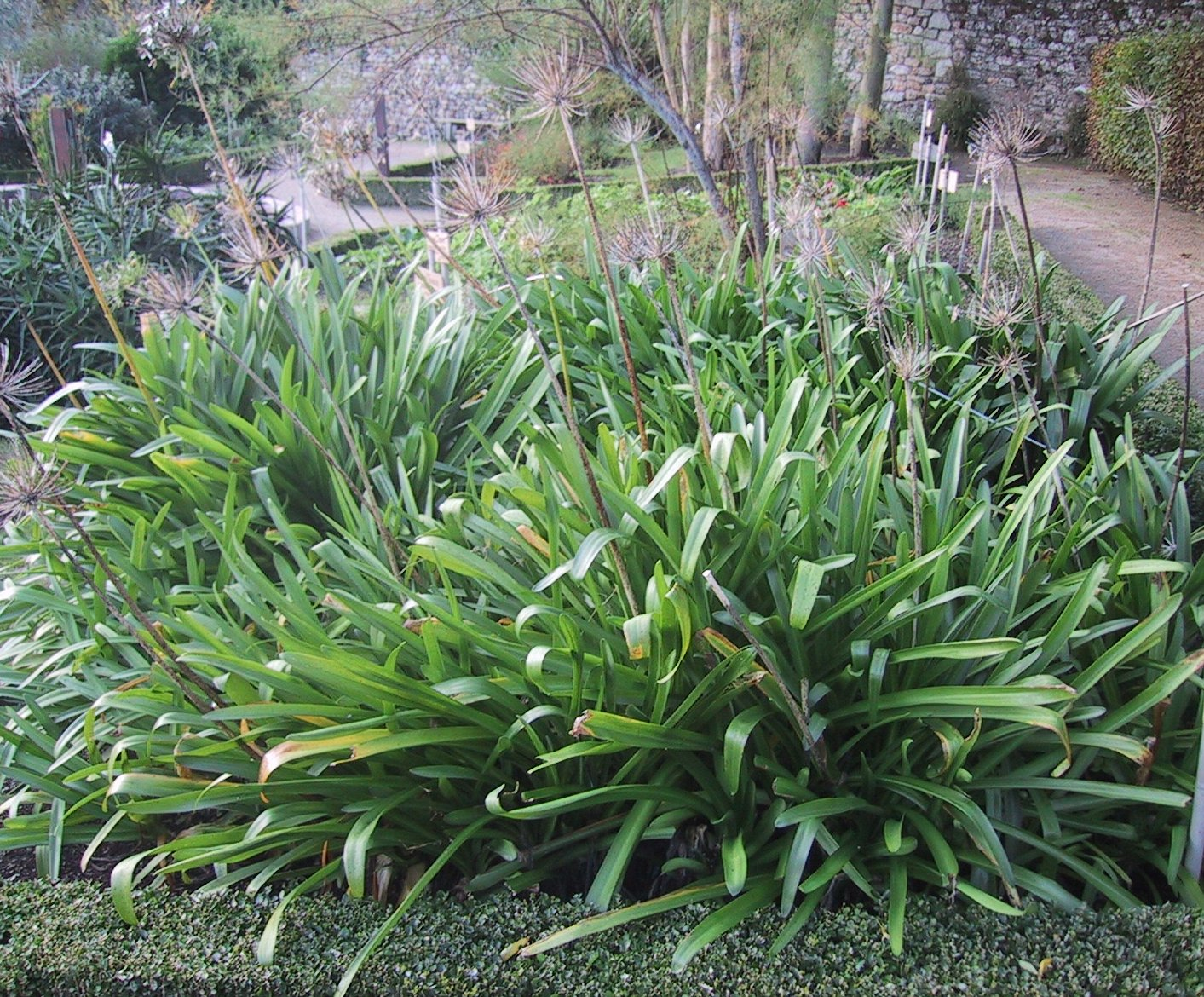
Agapanthus, vista general.

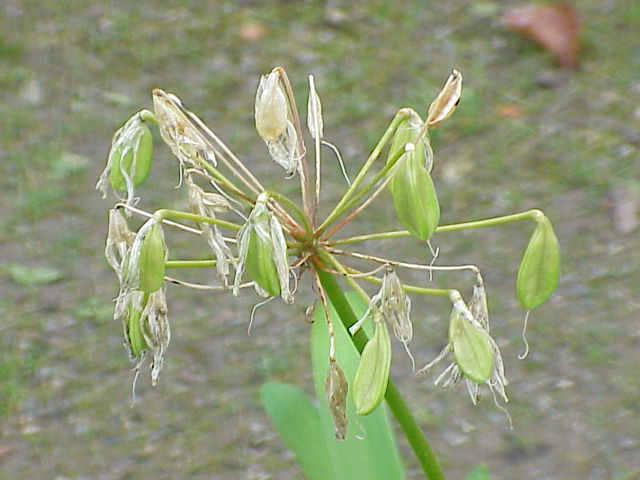
Frutos de Agapanthus.

Con respecto a la fitoquímica, todas las especies de Agapanthus producen fitoecdiesteroides, compuestos que están relacionados con la defensa de las plantas frente al ataque de insectos que se alimentan de sus hojas. Además, se ha comprobado que los extractos de las especies de este género exhiben propiedades antifúngicas con una acción muy efectiva contra patógenos de las plantas.
Se han determinado las estructuras químicas de dos de las principales antocianinas de las flores azules de Agapanthus, las cuales representan los únicos ejemplos conocidos de pigmentos en los que el grupo acil aromático y el flavonoide están unidos covalentemente a la antocianina.

## Ecología
Agapanthus es un género oriundo de Sudáfrica. Las especies perennifolias provienen de las regiones con lluvias invernales de la Provincia Occidental del Cabo y de la Provincia Oriental del Cabo, reemplazan anualmente algunas hojas con nuevas hojas que crecen en el ápice del tallo. Las especies de hoja caduca provienen de las regiones de lluvias estivales de la Provincia Oriental del Cabo, KwaZulu-Natal, Lesoto, Estado Libre de Orange, Mpumalanga, Limpopo, Suazilandia, Lesoto y Mozambique. Estas especies crecen rápido en la primavera cuando comienzan las lluvias y luego pierden completamente las hojas y permanecen en reposo durante el invierno.
Todas las especies del género se distribuyen en regiones con precipitaciones medias anuales superiores a los 500 mm y desde el nivel del mar hasta los 2000 m s. n. m.

## Taxonomía
El género Agapanthus fue establecido por L'Heritier en 1788. Desde su creación, la inclusión del género en una determinada familia ha sido materia de debate. Durante décadas Agapanthus fue dispuesto en la familia Liliaceae, como por ejemplo, en el Sistema de Cronquist (1981). Luego fue trasladado a la familia Amaryllidaceae y más tarde nuevamente trasladado, a la familia Alliaceae.

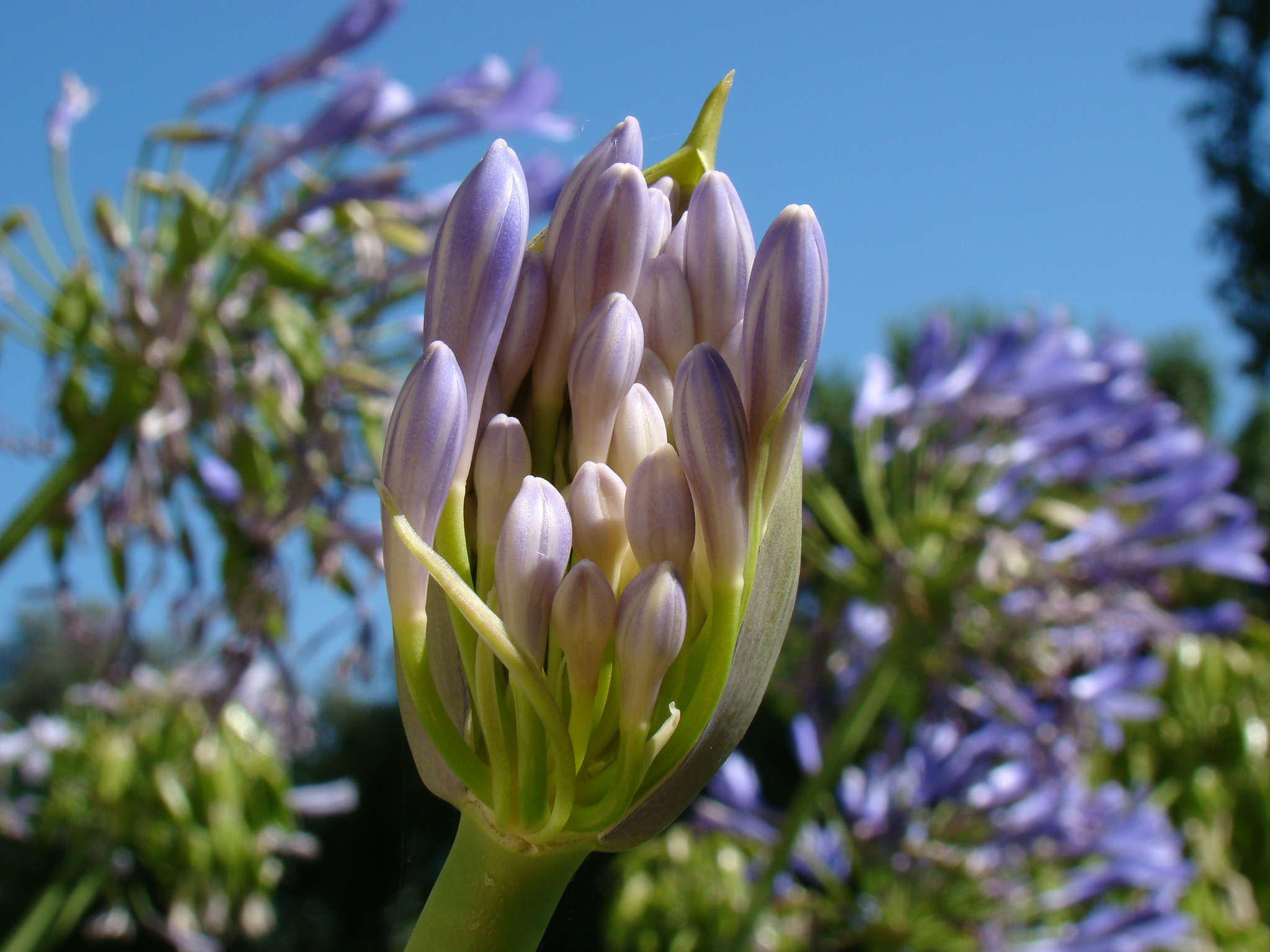
Agapanthus o lirio africano

El Grupo para la Clasificación Filogenética de las Angiospermas en su publicación de 1998 aceptó a Agapanthaceae, Alliaceae y Amaryllidaceae como tres familias independientes dentro de orden Asparagales. En el trabajo de 2003 (APG II) el reconocimiento de Agapanthaceae era opcional, ya que podía también ser incluidas dentro de la familia Alliaceae sensu lato. Las alióideas están estrechamente emparentadas con las amarilidóideas y con las agapantóideas. De hecho, los tres grupos son hierbas bulbosas con inflorescencias terminales umbeladas, que tienen por debajo brácteas espatáceas y nacen en un conspicuo escapo, todas estas características probablemente son sinapomórficas. No obstante, Agapanthaceae no presenta el olor a ajo característico de Alliaceae y los análisis de ADN demuestran que son más cercanas a Amaryllidaceae. Se separa de esta última familia, sin embargo, por el tipo de ovario, la presencia de saponinas y la ausencia de alcaloides típicos de las amarilidáceas. En la publicación de 2009, el sistema APG III reconfirmó el criterio de considerar a las tres familias como parte de una gran circunscripción de Alliaceae, relegando a las agapantáceas a la categoría de subfamilia. No obstante, en vez de conservarse el nombre Alliaceae, que tiene preeminencia, se aceptó la propuesta del taxónomo y especialista en plantas bulbosas Alan W. Meerow de utilizar para este grupo el nombre Amaryllidaceae.

### Las especies deAgapanthus
Agapanthus es un género muy variable, a pesar de que todas las especies tienen una apariencia similar, con gruesos rizomas, hojas en forma de largas tiras o bandas e inflorescencias en umbelas en el extremo de un escapo más alto que las hojas. Los botánicos siempre han encontrado dificultades para clasificar las especies de este género. En 1965, Frances Leighton presentó una revisión de Agapanthus, en la que reconocía 10 especies en total. Cuatro de ellas perennifolias (A. africanus, A. comptonii, A. praecox and A. walshii) y seis caducas o de hoja caduca (A. campanulatus, A. caulescens, A. coddii, A. dyeri, A. inapertus y A. nutans).
Actualmente, mediante caracteres como el contenido de ADN nuclear, color y vitalidad del polen y estudios morfológicos, se considera que A. comptonii es idéntico a A. praecox subsp. minimus, que A. walshii es una subespecie de A. africanus, que A. dyeri es un sinónimo de A. inapertus subsp. intermedius y que A. nutans es idéntico a A. caulescens. Como resultado de todos estos estudios, muchas especies de han reducido a sinonimia y otras se han categorizado como subespecies, por lo que hoy se considera que hay sólo dos especies perennifolias (A. africanus y A. praecox) y cuatro especies caducifolias (A. campanulatus, A. caulescens, A. coddii y A. inapertus), lo que hace un total de 6 especies, muchas de las cuales presentan una o más subespecies.
- Agapanthus africanus (L.) Hoffmanns., Verz. Pfl.-Kult.: 35 (1824). Sudoeste de la Provincia Occidental del Cabo.
  - Agapanthus africanus ssp. africanus.
  - Agapanthus africanus subsp. walshii (Leighton) Zonn. & Duncan (sin.: Agapanthus walshii L.Bolus, Ann. Bolus Herb. 3: 14 (1920)). Sudoeste de la Provincia Occidental del Cabo.

- Agapanthus campanulatus F.M.Leight., S. African Gard. 24: 71 (1934). República de Sudáfrica.
  - Agapanthus campanulatus subsp. campanulatus. E. Cape Prov. to KwaZulu-Natal.
  - Agapanthus campanulatus subsp. patens (F.M.Leight.) F.M.Leight., J. S. African Bot., Suppl. 4: 33 (1965). Gauteng a Provincia Oriental del Cabo (sin.: Agapanthus patens F.M.Leight.)

- Agapanthus caulescens Spreng., Gartenflora 1901: 21 (1901). Sudáfrica.
  - Agapanthus caulescens subsp. angustifolius F.M.Leight., J. S. African Bot., Suppl. 4: 36 (1965). Mpumalanga a Suazilandia.
  - Agapanthus caulescens subsp. caulescens. Mpumalanga a Provincia Oriental del Cabo.
  - Agapanthus caulescens subsp. gracilis (F.M.Leight.) F.M.Leight., J. S. African Bot., Suppl. 4: 31 (1965). Mpumalanga a KwaZulu-Natal. (sin.: Agapanthus gracilis F.M.Leight.)

- Agapanthus coddii F.M.Leight., J. S. African Bot., Suppl. 4: 36 (1965). Limpopo.

- Agapanthus inapertus Beauverd, Bull. Soc. Bot. Genève 2: 179 (1912). Sudoeste de Mozambique a Sudáfrica.
  - Agapanthus inapertus subsp. hollandii (F.M.Leight.) F.M.Leight., J. S. African Bot., Suppl. 4: 42 (1965). Mpumalanga. (sin.: Agapanthus hollandii F.M.Leight.)
  - Agapanthus inapertus subsp. inapertus. Provincia Septentrional del Cabo.
  - Agapanthus inapertus subsp. intermedius F.M.Leight., J. S. African Bot., Suppl. 4: 42 (1965). Sudoeste de Mozambique a Suazilandia.
  - Agapanthus inapertus subsp. parviflorus F.M.Leight., J. S. African Bot., Suppl. 4: 42 (1965). Mpumalanga (Lydenburg).
  - Agapanthus inapertus subsp. pendulus (L.Bolus) F.M.Leight., J. S. African Bot., Suppl. 4: 42 (1965). Mpumalanga. (sin.: Agapanthus pendulus L.Bolus)

- Agapanthus praecox Willd., Enum. Pl.: 353 (1809). Provincia Occidental del Cabo a KwaZulu-Natal.
  - Agapanthus praecox subsp. minimus (Lindl.) F.M.Leight., J. S. African Bot., Suppl. 4: 22 (1965). Provincia Occidental del Cabo. (sin.: Agapanthus umbellatus var. minimus Lindl.)
  - Agapanthus praecox subsp. orientalis (F.M.Leight.) F.M.Leight., J. S. African Bot., Suppl. 4: 21 (1965). Provincia Oriental del Cabo a KwaZulu-Natal. Ampliamente cultivada como ornamental. Sin.: Agapanthus orientalis F.M.Leight.
  - Agapanthus praecox subsp. praecox. Provincia Oriental del Cabo a KwaZulu-Natal.

## Importancia económica y cultural

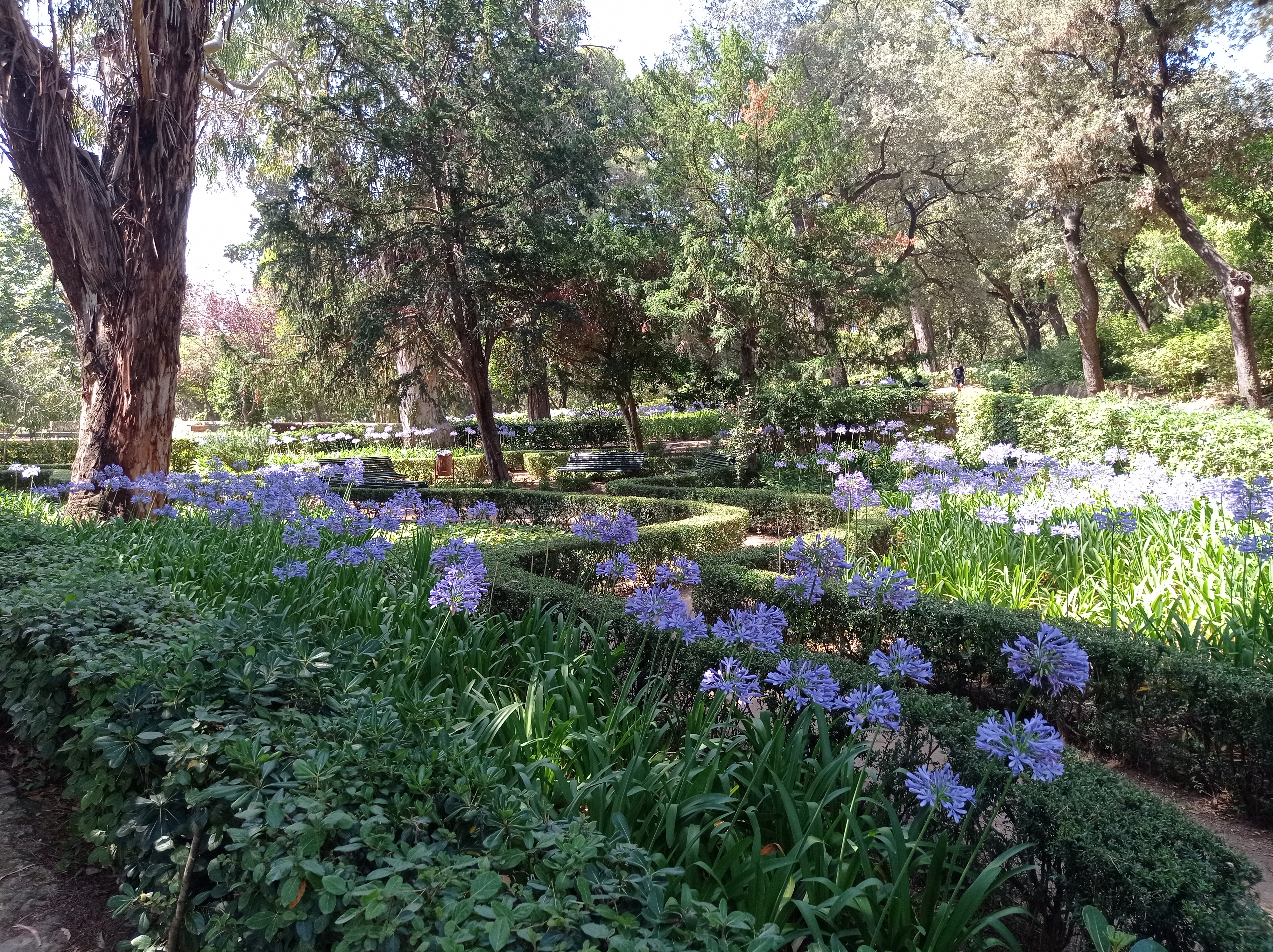
Agapantos en el parque del Laberinto de Horta (Barcelona)

Las especies y cultivares de agapanto se utilizan como plantas ornamentales en parques y jardines. Son especies sumamente adaptables, rústicas y de fácil cultivo, razón por la que se las utiliza mucho en parques y jardines de bajo mantenimiento. La época de floración es fines de primavera y verano. Si bien toleran cualquier tipo de suelo, se logran excelentes ejemplares usando un suelo profundo y fértil. Pueden prosperar bien tanto a pleno sol como a media sombra. Requieren un abundante riego en primavera y verano, más espaciado durante el invierno. Se multiplican por semillas o por división de las matas en otoño.